# Prunus dolichadenia
Prunus dolichadenia är en rosväxtart som beskrevs av Jules Cardot. Prunus dolichadenia ingår i släktet prunusar, och familjen rosväxter. Inga underarter finns listade i Catalogue of Life.